# جيولوجيا السودان

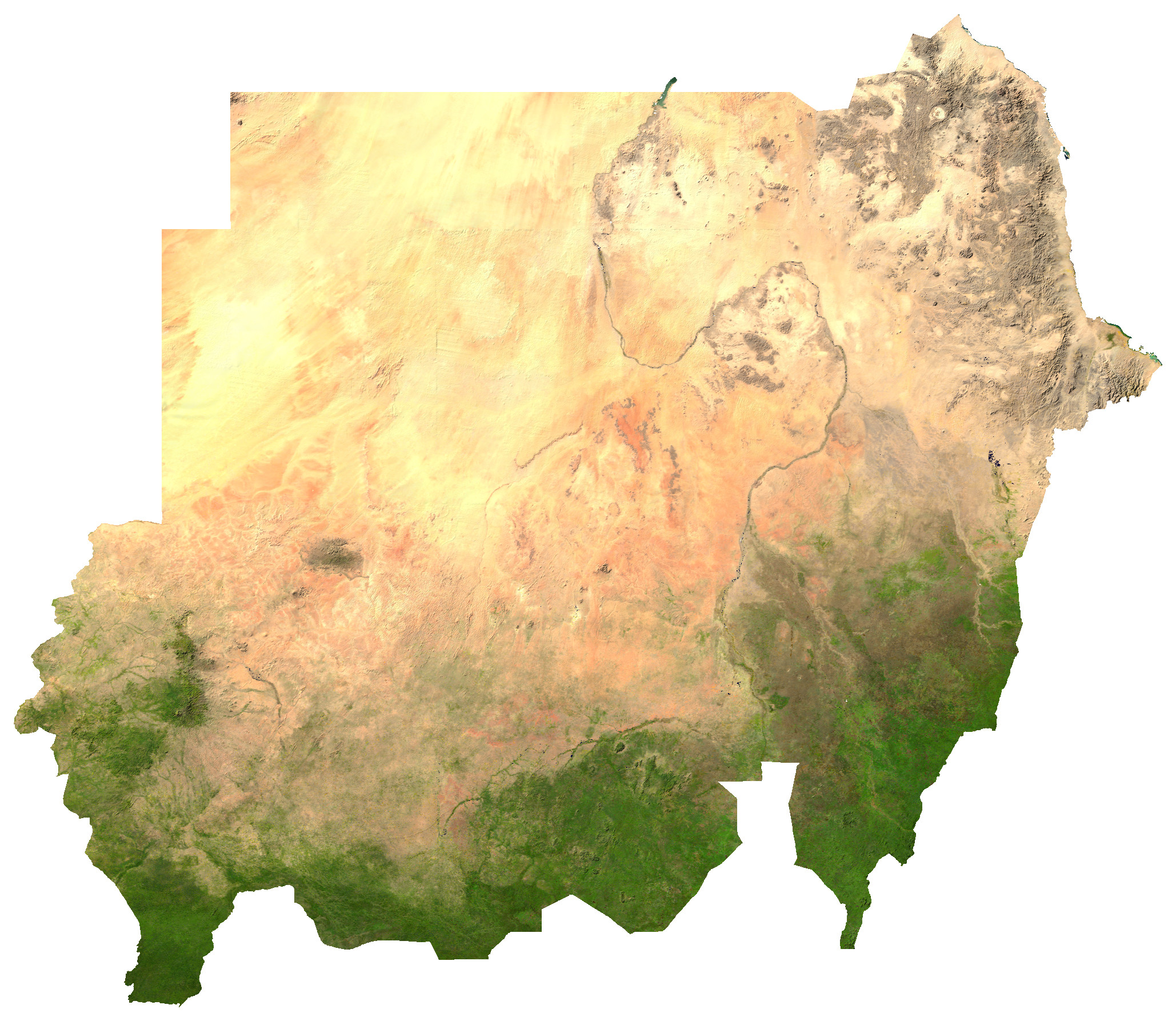
خريطة فضائية (من القمر الصناعي) للسودان

 أول خريطة جيولوجية للسودان مع توصيف كامل لطبقات الصخور في عام 1911 أعدها العالم البريطاني ستانلي دون، وجرت بعد ذلك عدة محاولات ودراسات من مصلحة المساحة و الجيولوجيا السودانية بغرض تحديث خريطة داون وعمل ملخص للتتابع الطبقي في السودان. وفي عام 2004 م تم عمل خارطة جيولوجية محدثة للسودان بالتعاون مع خبراء ألمان. وتم التعرف على أقدم الصخور في السودان التي ترجع إلى عصر ما قبل الكامبري.
تنتشر بالسودان صخور ما قبل الكامبري الصلبة والتي تتكون من أحجار الجرانيت والنيس وتتواجد بشكل خاص في مناطق الجنوب الغربي والوسط والشمال الشرقي من السودان وتشكل حوالي 50% من الصخور السطحية التي حدثت نتيجة نشاط بركاني وتكون صخور نارية وترسيبات معدنية مصاحبة للنشاط التكتوني الحراري منذ حوالي 500 مليون سنة وهي فترة المنظومة الإفريقية
ويسود مناطق شمال غرب السودان تتابع رسوبي قاري يطلق عليه اسم الحجر الرملي النوبي ويرجع إلى العصر الطباشيري وله امتدادات في مصر وليبيا وتشاد مكوِّنا أكبر مخزن للمياه الجوفية في القارة الأفريقية.
وفي الجنوب الشرقي للسودان تنتشر رسوبيات العصرين الثالث والرابع المحتوية على معظمم المكونات النفطية في السودان وتعرف بترسيبات أم روابة (المتكونة من الرمال والطمي) وترسيبات القوز (المتكونة من الرمال).
وتوجد في وسط السودان كتلة ضخمة من صخور فترة ما قبل الكامبري تفصل بين رسوبيات الشمال المشبعة بالمياه الجوفية عن الرسوبيات الجنوبية المحتوية على النفط. وفي التخوم الجنوبية للسودان وعلي الحدود مع إثيوبيا توجد صخور بركانية بازلتية تكونت في العصر الثالث.

## الأنهار ومصادر المياه
تشق أراضي السودان أنهار ووديان وخيران وروافد مائية عديدة، موسمية ودائمة، أشهرها نهر النيل الذي يشكل أهم ظاهرة جيمورفولوجية في السودان. وتتنوع مصادر المياه في السودان بتنوع تضاريسه ومناخاته، وتتكون الموارد المائية في السودان من مياه الأنهار ومياه الأمطار والمياه السطحية والمياه الجوفية.

### نهر النيل

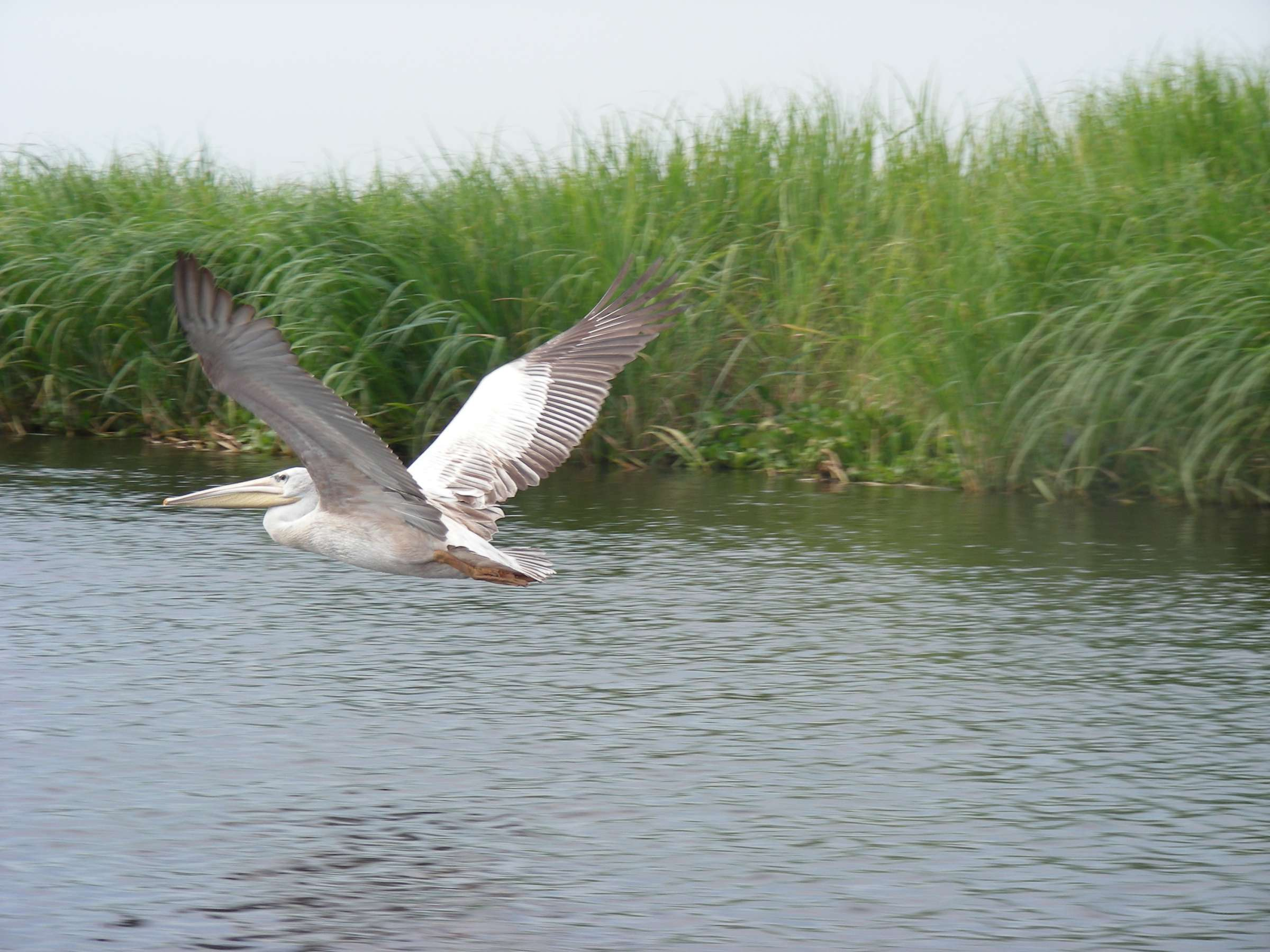
طائر يطير فوق مياه النيل الأبيض

إذ يمتد إلى حوالي 1700 كيلومتر من الجنوب إلى الشمال كما يغطي حوض النيل وروافده في السودان حوالي 2.5 مليون هكتار. وتشمل روافد النيل:
- النيل الأبيض
- النيل الأزرق
- عطبرة
- ستيت
- الدندر
- بحر سلام
- الرهد

تقع على النيل شمال الخرطوم شلالات النيل الستة التي تبدأ بالشلال الثاني في حلفا (الشلال الأول في أسوان بمصر) وتنتهي بشلال السبلوقة شمال الخرطوم. وعليه وبحيرات (صناعية) مثل بحيرة النوبة في أقصى شمال السودان وغيرها من البحيرات الصناعية خلف السدود والخزانات.
تقدر حصة السودان من مياه النيل بـ 18.5 مليار متر مكعب في العام يستغل السودان منها حاليا حوالي 12.2 مليار متر مكعب في العام بينما تبلغ الكمية الإجمالية لنهر النيل ورافديه الرئيسين، النيل الأزرق والنيل الأبيض وأنهار عطبرة والرهد والدندر حوالي 50 مليار متر مكعب.

### الأنهار الموسمية
بالسودان عدد من الأنهر والأودية الموسمية مثل:
- نهر القاش
- خور طوكر
- نهر عطبرة
- خور أبو حبل
- خور بركة
- نهر بحر العرب

وأخرى جافة كوادي هور ووادي الملك ووادي المقدم، إلى جانب عدد من البحيرات مثل بحيرة أبيض والبرك والمستنقعات والخيران الموسمية الصغيرة التي تفيض بالمياه أثناء الموسم المطير في الصيف.
تتجمع في هذه المجاري الموسمية وفي أودية السهول الوسطى وعددها حوالي 40 وادي وكميتها السنوية من المياه حوالي 6.7 مليار متر مكعب، والمياه المتجمعة في الحفائر (مستنقعات صناعية) وعددها 840 حفير تحتوي على 26 مليون متر مكعب من المياه.

### المياه الجوفية
تنتشر المياه الجوفية في أكثر من 50% من مساحة السودان. ويقدر مخزونها بنحو 15,200 مليار متر مكعب، يأتي حوالي 28% منها من حوض النوبة و 20% من حوض أم روابة في ولاية شمال كردفان. وما يستغل من هذه المياه يبلغ حوالي 1.3 مليار متر مكعب فقط.
وهناك أيضا حوض البقارة في ولاية جنوب دارفور.

## المناخ

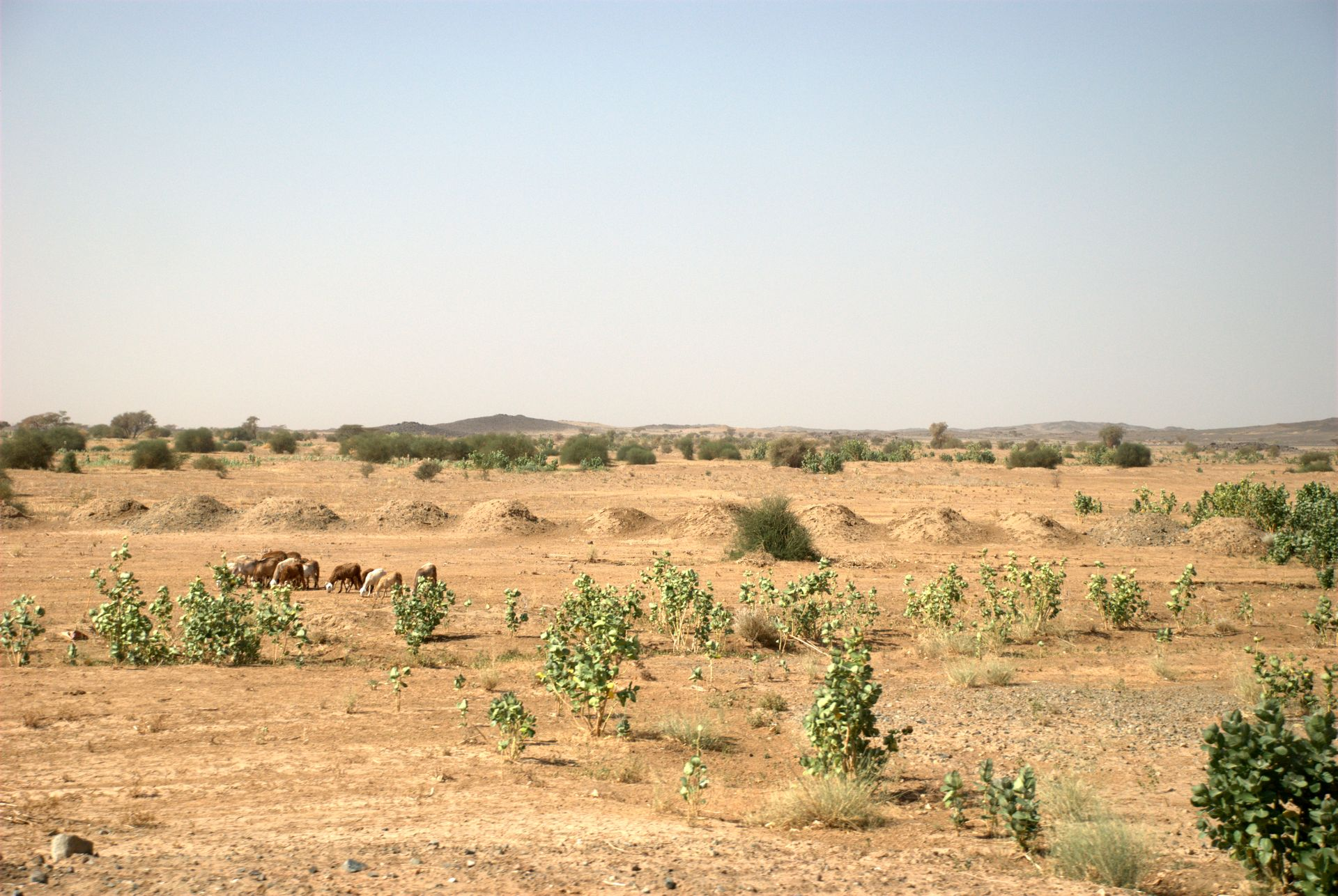
سهل البطانة في الصيف، وسط السودان

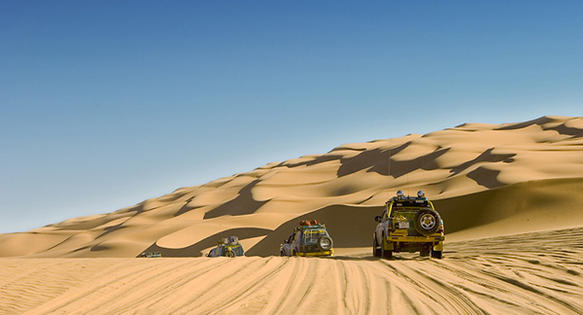
صحاري السودان، شرق السودان

يقع السودان في المنطقة المدارية وتتنوع فيه الأقاليم المناخية على النحو التالي:
- المناخ الصحراوي الحار في شمال السودان.
- مناخ البحر الأبيض المتوسط على ساحل البحر الأحمر ومنطقة جبل مرة في دارفور،
- المناخ شبه الصحراوي في شمال أواسط السودان،
- مناخ السافانا الفقيرة في جنوب أواسط وغرب السودان
- مناخ السافانا الغنية في التخوم الجنوبية للسودان.

ويتسم المناخ المداري بارتفاع درجة الحرارة في معظم أيام السنة، خاصة في الصيف ويتدرج من مناخ جاف جدا في أقصى الشمال، إلى حار ماطر في الصيف ومعتدل في الشتاء في مناطق السافانا في الوسط وشبه رطب في أقصى جنوب كردفان وجنوب النيل الأزرق، وحار جاف صيفا، ممطر بارد شتاء على ساحل البحر الأحمر ومنطقة جبل مرة.
وتتراوح معدلات الأمطار السنوية ما يقارب الصفر في أقصى الشمال، حيث تتساقط الأمطار في تلك المناطق مرة كل خمس أو ست سنوات، إلى 500 مليمتر إلى 1000 مليمتر في مناطق الوسط والجنوب الغربي.

### الغطاء النباتي
يشمل ذلك الغابات والمراعي وتبلغ المساحة الإجمالية للغابات والمراعي في السودان نحو 121.8 مليون هكتار، منها حوالي 71 مليون هكتار للغابات، أي ما يعادل 28% من مساحة السودان الكلية.